# 勤州
勤州（きんしゅう）は、中国にかつて存在した州。唐代から北宋初年にかけて、現在の広東省雲浮市南部と陽春市北部にまたがる地域に設置された。

## 概要
621年（武徳4年）、唐により隋の信安郡高要県の地に勤州が立てられた。626年（武徳9年）、勤州は廃止され、管轄県は春州に編入された。697年（万歳通天2年）、再び勤州が立てられた。長安年間にまた勤州は廃止された。730年（開元18年）、広州都督の耿仁忠の上奏により、再び勤州が立てられた。富林洞に州治が置かれ、富林洞は県に昇格した。742年（天宝元年）、勤州は雲浮郡と改称された。758年（乾元元年）、雲浮郡は勤州の称にもどされた。州治は銅陵県に移された。勤州は嶺南道に属し、銅陵・富林の2県を管轄した。
972年（開宝5年）、北宋により勤州は廃止され、銅陵・富林の2県は恩州に編入された。